# Manfred Kastl
Manfred Kastl (* 23. September 1965 in Nürnberg) ist ein ehemaliger deutscher Fußballspieler. Er spielte als Stürmer.

## Karriere
Kastl spielte mindestens in der Saison 1984/85 in der Landesliga beim SK Lauf. Dort wurde er in jener Spielzeit Torschützenkönig. Zu seinen Stärken zählten seine Technik und seine Antrittsschnelligkeit. Er war beruflich in einer Werbeagentur tätig und kam 1986 gemeinsam mit Dietmar Beiersdorfer von der SpVgg Fürth zum Hamburger SV, bei dem er in zwei Jahren 37 Spiele bestritt und 1987 den DFB-Pokal gewann. Im März 1988 sorgte Kastl für Schlagzeilen, als er in Folge einer monatelangen Verletzungspause im Viertelfinale des DFB-Pokals mit seinem Treffer zum 1:0 den 2:1-Sieg des HSV gegen den FC Bayern München einleitete.
1988 wechselte er für eine Ablösesumme in Höhe von 2,5 Millionen DM zu Bayer Leverkusen. Die Transfersumme war die bis dahin zweithöchste in der Bundesligageschichte. Für die Leverkusener war er in der Saison 1988/89 aktiv. Im Sommer 1989 verhandelte Kastl mit dem FC St. Pauli, zum Abschluss kam es nicht, er spielte ab 1989 für den VfB Stuttgart. Nach dem Gewinn der deutschen Meisterschaft 1992 wechselte er zum SSV Ulm 1846. Zu seiner Stuttgarter Zeit lag ihm eigenen Angaben zufolge ein gutdotiertes Angebot des englischen Vereins FC Chelsea vor. Er beendete jedoch wegen der Krebserkrankung seiner Mutter die Profilaufbahn.
1991 kaufte Manfred Kastl in Wolfschlugen ein Hotel, das er bis zur Insolvenz 1995 leitete. Danach baute er das Hotel in ein privates Alten- und Pflegeheim um, das Haus Kastl. Im September 2004 wurde er in Tschechien in einen schweren Verkehrsunfall verwickelt, bei dem der Fahrer des Wagens, in dem Kastl als Beifahrer saß, ums Leben kam, als der PKW gegen einen Baum prallte. Kastl selbst erlitt multiple Knochenbrüche und lag 17 Tage lang im Koma. Seither ist er schwerbehindert mit einem GdB von 80.
Im März 2008 musste das Pflegeheim Insolvenz anmelden, im selben Monat ging Kastl in die Privatinsolvenz. Im Juni 2012 wurde berichtet, dass er zu diesem Zeitpunkt von Arbeitslosengeld gelebt hatte.
Kastl ist auch ein leidenschaftlicher Pokerspieler und ist des Öfteren auf DSF und Das Vierte zu sehen, wobei er auch schon siegreich bei Live-Turnieren mitwirkte.
Von Mai 2013 bis Oktober 2013 war Kastl Fußball-Abteilungsleiter beim SK Lauf.